# Якуб Югас
Якуб Югас (чеськ. Jakub Jugas, нар. 5 травня 1992, Остроковіце) — чеський футболіст, захисник польського клубу «Краковія» та національної збірної Чехії.

## Клубна кар'єра
Розпочав займатись футболом у школі клубу «Їскра» (Остроковіце) з рідного міста, а у 10 років потрапив в академію клубу «Злін».
28 серпня 2010 року в матчі проти «дублерів» празької «Спарти» Югас дебютував у Другій лізі Чехії, де провів два роки, взявши участь у 44 матчах.

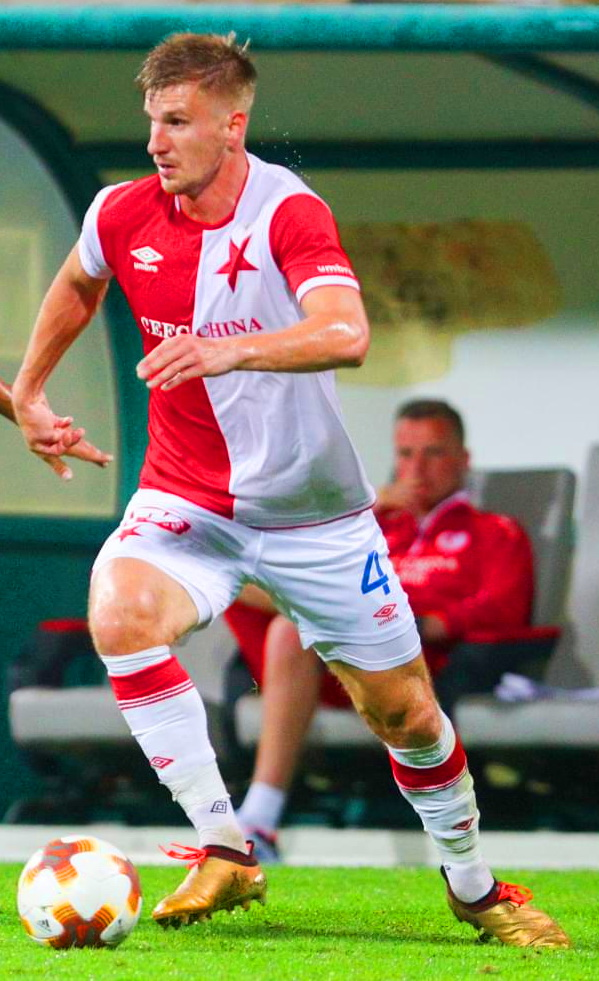
Югас у складі «Славії»

В вересні 2012 року Якуб на правах оренди перейшов в «Пршибрам». 28 вересня в матчі проти «Височини» він дебютував у Гамбінус-лізі. У цьому клубі Югас провів два сезони, а потім ще один рік також на правах оренди провів за інший клуб вищого дивізіону «Збройовку».
Влітку 2015 року Югас повернувся до рідного клубу, що змінив назву на «Фастав» (Злін) і вже виступав у вищому дивізіоні. Цього разу провів у складі його команди два сезони. Тренерським штабом також розглядався як гравець «основи». У 2017 році Югас допоміг «Фаставу» завоювати Кубок Чехії.
У травні 2017 року за 570 тис. євро перейшов у столичну «Славію» і в першому ж сезоні знову виграв з командою Кубок Чехії. Станом на 28 липня 2018 року відіграв за празьку команду 28 матчів в національному чемпіонаті.

## Виступи за збірні
2009 року дебютував у складі юнацької збірної Чехії, взяв участь у 8 іграх на юнацькому рівні. У 2011 році у складі збірної до 19 років посів друге місце на юнацькому чемпіонаті Європи у Румунії. На турнірі він зіграв у одному матчі проти команди Греції.
Протягом 2013—2015 років залучався до складу молодіжної збірної Чехії і був учасником в домашнього молодіжного чемпіонату Європи 2015 року. На турнірі він був запасним і на поле не вийшов. Всього на молодіжному рівні зіграв у 8 офіційних матчах.
1 червня 2018 року дебютував у складі національної збірної Чехії у товариському матчі проти збірної Австралії. Матч закінчився поразкою чехів 0:4, а Югас на 80-й хвилині забив м'яч в свої ворота.

## Титули і досягнення
- Володар Кубка Чехії (1):

«Фастав» (Злін): 2016–17
«Славія»: 2017–18